# Hochfrequenz-Bucket
Der Ausdruck Bucket (englisch für Eimer) bezeichnet in mit Hochfrequenz arbeitenden Teilchenbeschleunigern eine wandernde Position entlang der elektromagnetischen Welle, an der ein Bunch (Teilchenpaket) dauerhaft transportiert werden kann. 
Die Teilchen im Bucket unterliegen einer longitudinalen Fokussierung und bleiben deshalb als Ensemble beisammen, auch wenn sie beschleunigt werden. An anderen Stellen der Welle werden die Teilchen teilweise entschleunigt und laufen in der Regel auseinander. 